# إنريكو بومبيري
إنريكو بومبيري  (بالإيطالية: Enrico Bombieri)‏ هو عالم رياضيات إيطالي ولد في 26 نوفمبر 1940

 في، حائز على جائزة وسام فيلدز.
نشر بومبيري بحثه الأول في مجال الرياضيات عام 1957، وهو في السادسة عشرة من عمره. وفي الثانية والعشرين من عمره ـ عام 1963 ـ حصل على درجة البكالوريوس في الرياضيات من جامعة ميلانو تحت إشراف جوفاني ريتشي، ثم التحق بالدراسة في كلية الثالوث في كامبريدج تحت إشراف هارولد دافنبورت.
عمل بومبيري أستاذًا مساعدًا بجامعة كالياري بين عامي 1963 و1965، ثم رقي إلى درجة أستاذ بالجامعة عام 1965، وفي عام 1966 انتقل للعمل بجامعة بيزا، حيث ظل حتى عام 1974، ثم عمل بالمدرسة العليا في بيزا (بالإيطالية: Scuola Normale Superiore di Pisa)‏ بين عامي 1974 و1977، وفي عام 1977 هاجر بومبيري إلى الولايات المتحدة الأمريكية، حيث عُين أستاذًا بمدرسة الرياضيات بمعهد الدراسات المتقدمة في برنستون في نيو جيرزي. وفي عام 2011 صار بومبيري أستاذًا شرفيًا بالجامعة.

## وصلات خارجية
- الموقع الرسمي لجائزة وسام فيلدز